# Temporada 2021-2022 del FC Barcelona
La temporada 2021-22 és la 122a en la història del Futbol Club Barcelona, i la 91a temporada consecutiva del club en la màxima categoria del futbol espanyol.

## Resum de la temporada

### Maig
El 31 de maig, el Barcelona va anunciar el fitxatge de Sergio Agüero del Manchester City amb una transferència gratuïta.

### Juny
L'1 de juny, el Barça va anunciar el fitxatge d'Eric García procedent del Manchester City per transferència gratuïta.
El 2 de juny, el Barcelona va anunciar el fitxatge d'Emerson procedent del Reial Betis. El Barça havia informat al Betis que exerciria la seva opció de tornar Emerson després de la seva cediment de dos anys amb els verdiblancs.
El 19 de juny, el Barça va anunciar el fitxatge de Memphis Depay de l'Olympique de Lió amb una transferència gratuïta.
El 27 de juny, OGC Nice va activar la seva opció de comprar Jean-Clair Todibo permanent del seu préstec per 8,5 milions d'euros més 7 milions d'euros en variables.
El 29 de juny, el Barça i l'Olympique de Marsella van arribar a un acord per al traspàs de Konrad de la Fuente per 3 milions d'euros. El Barça també rebrà un percentatge de qualsevol quota de transferència futura. El Barça també va rescindir el contracte de Matheus Fernandes.

### Juliol
L'1 de juliol, el contracte de Lionel Messi va expirar enmig de les negociacions per signar un nou contracte, fet que va convertir Messi en agent lliure.
El 4 de juliol, Barcelona i Wolverhampton Wanderers F.C. va arribar a un acord per al préstec de Francisco Trincão per a la resta de la temporada amb una opció de compra per 29 milions d'euros.
El 6 de juliol, Barcelona i Leeds United FC va arribar a un acord per al traspàs de Junior Firpo per una quota de 15 milions d'euros.
El 7 de juliol, la UD Almeria va activar l'opció de compra de Sergio Akieme per 3,5 milions d'euros, amb el Barça reservant-se el dret al 10% de qualsevol venda futura i el dret a la preferència.
El 9 de juliol, el Barça i l'SK Rapid Viena van arribar a un acord sobre el préstec de Yusuf Demir i el Barça va rebre una opció de compra per 10 milions d'euros.
El 10 de juliol, Barcelona i Getafe CF van arribar a un acord per al traspàs de Carles Aleñá.
El 17 de juliol, Monchu es va incorporar al Granada CF amb un contracte gratuït després de l'expiració del seu contracte, amb el Barça reservant-se el dret al 50% de qualsevol venda futura i el dret a la preferència amb opció de recompra.

## Traspassos

### Altes
| No.             | Posició | Jugador                   | Transferit des de | Quota           | Data             | Ref. |
| --------------- | ------- | ------------------------- | ----------------- | --------------- | ---------------- | ---- |
| 19              | DAV     | Sergio Agüero             | Manchester City   | Traspàs gratuït | 1 juliol 2021    |      |
| 24              | DEF     | Eric García               | Manchester City   | Traspàs gratuït | 1 juliol 2021    |      |
| 9               | DAV     | Memphis Depay             | Olympique de Lió  | Traspàs gratuït | 1 juliol 2021    |      |
| 22              | DEF     | Emerson Royal             | Reial Betis       | 9.000.000 €     | 1 juliol 2021    |      |
| 8               | DEF     | Dani Alves                | Agent lliure      | Traspàs gratuït | 17 novembre 2021 |      |
| Mercat d'hivern |         |                           |                   |                 |                  |      |
| 19              | DAV     | Ferran Torres             | Manchester City   | 55.000.000 €    | 1 gener 2022     |      |
| 25              | DAV     | Pierre-Emerick Aubameyang | Arsenal FC        | Traspàs gratuït | 2 febrer 2022    |      |
| Total           | Total   | Total                     | Total             | 64.000.000 €    |                  |      |

### Baixes
| No.             | Posició | Jugador             | Transferit a          | Quota               | Data             | Ref. |
| --------------- | ------- | ------------------- | --------------------- | ------------------- | ---------------- | ---- |
| 19              | MIG     | Matheus Fernandes   | SE Palmeiras          | Rescissió           | 29 juny 2021     |      |
| -               | DAV     | Konrad de la Fuente | Olympique de Marsella | 3.500.000 €         | 1 juliol 2021    |      |
| -               | DEF     | Juan Miranda        | Reial Betis           | Traspàs gratuït     | 1 juliol 2021    |      |
| -               | DEF     | Jean-Clair Todibo   | Nice                  | 8.500.000 €         | 1 juliol 2021    |      |
| 10              | DAV     | Lionel Messi        | Paris Saint-Germain   | Fi de contracte     | 1 juliol 2021    |      |
| -               | MIG     | Monchu              | Granada               | Traspàs gratuït     | 1 juliol 2021    |      |
| 24              | DEF     | Junior Firpo        | Leeds United FC       | 15.000.000 €        | 6 juliol 2021    |      |
| -               | DEF     | Sergio Akieme       | UD Almería            | 3.500.000 €         | 7 juliol 2021    |      |
| 6               | MIG     | Carles Aleñá        | Getafe CF             | 5.000.000 €         | 10 juliol 2021   |      |
| -               | MIG     | Ilaix Moriba        | Leipzig               | 16.000.000 €        | 31 agost 2021    |      |
| 22              | DEF     | Emerson             | Tottenham Hotspur FC  | 25.000.000 €        | 31 agost 2021    |      |
| 19              | DAV     | Sergio Agüero       | Retirat               | Retirat             | 15 desembre 2021 |      |
| Mercat d'hivern |         |                     |                       |                     |                  |      |
| 11              | DAV     | Yusuf Demir         | Rapid de Viena        | Devolució de cessió | 13 gener 2022    |      |
| Total           | Total   | Total               | Total                 | 76.500.000 €        |                  |      |

### Incorporacions de cedits
| No.             | Posició | Jugador      | Cedit des de            | Quota       | Data          | Data finalització  | Ref. |
| --------------- | ------- | ------------ | ----------------------- | ----------- | ------------- | ------------------ | ---- |
| 11              | DAV     | Yusuf Demir  | Rapid de Viena          | 500.000 €   | 9 juliol 2021 | final de temporada |      |
| 17              | DAV     | Luuk de Jong | Sevilla                 | 1.000.000 € | 31 agost 2021 | final de temporada |      |
| Mercat d'hivern |         |              |                         |             |               |                    |      |
| 11              | DAV     | Adama Traoré | Wolverhampton Wanderers | Cap         | 29 gener 2022 | final de temporada |      |
| Total           | Total   | Total        | Total                   | 1.500.000 € |               |                    |      |

1. ↑  finalment s'hi estigué fins al 13 de gener de 2022

### Cessions
| No.             | Posició | Jugador           | Cedit a                    | Quota        | Data            | Data finalització  | Ref. |
| --------------- | ------- | ----------------- | -------------------------- | ------------ | --------------- | ------------------ | ---- |
| 17              | DAV     | Francisco Trincão | Wolverhampton Wanderers FC | 6.000.000 €  | 4 juliol 2021   | final de temporada |      |
| 14              | DAV     | Rey Manaj         | Spezia Calcio              | 300.000 €    | 31 agost 2021   | final de temporada |      |
| 7               | DAV     | Antoine Griezmann | Atlètic de Madrid          | 10.000.000 € | 31 agost 2021   | final de temporada |      |
| 8               | MIG     | Miralem Pjanić    | Beşiktaş JK                | 3.000.000 €  | 2 setembre 2021 | final de temporada |      |
| Mercat d'hivern |         |                   |                            |              |                 |                    |      |
| 32              | MIG     | Àlex Collado      | Granada CF                 | Cap          | 7 gener 2022    | final de temporada |      |
| 14              | DAV     | Philippe Coutinho | Aston Villa                | Cap          | 7 gener 2022    | final de temporada |      |
| 26              | POR     | Iñaki Peña        | Galatasaray                | Cap          | 31 gener 2022   | final de temporada |      |
| Total           | Total   | Total             | Total                      | 19.300.000 € |                 |                    |      |

## Resultats
Victòria
      Empat
      Derrota

### Lliga

#### Partits Anada
| 15 d'agost de 2021   | FC Barcelona                                       | 4–2     | Reial Societat             | Barcelona                                                       |  |
| 20:00 CEST Jornada 1 | Piqué 19' · Braithwaite 45+2', 59' · Roberto 90+1' | Informe | 82' Lobete · 85' Oyarzabal | Camp Nou · 20.384 espectadors · Alejandro Hernández Hernández · |  |

| 21 d'agost de 2021   | Athletic Club | 1–1     | FC Barcelona | Bilbao                                                            |  |
| 22:00 CEST Jornada 2 | Martínez 50'  | Informe | 75' Depay    | Estadi de San Mamés · 9.394 espectadors · Juan Martínez Munuera · |  |

| 29 d'agost de 2021   | FC Barcelona           | 2–1     | Getafe CF  | Barcelona                                          |  |
| 17:00 CEST Jornada 3 | Roberto 2' · Depay 30' | Informe | 19' Sandro | Camp Nou · 26.543 espectadors · González Fuertes · |  |

| 21 de desembre de 2021 | Sevilla   | 1–1     | FC Barcelona | Sevilla                                                                       |  |
| 21:30 CET Jornada 4    | Gómez 32' | Informe | 45' Araújo   | Estadi Ramón Sánchez Pizjuán · 31.358 espectadors · Carlos del Cerro Grande · |  |

| 20 de setembre de 2021 | FC Barcelona | 1–1     | Granada   | Barcelona                                              |  |
| 21:00 CEST Jornada 5   | Araújo 90'   | Informe | 2' Duarte | Camp Nou · 27.097 espectadors · Santiago Jaime Latre · |  |

| 23 de setembre de 2021 | Cadis CF | 0–0     | FC Barcelona | Cadis                                                                    |  |
| 22:00 CEST Jornada 6   |          | Informe |              | Estadi Nuevo Mirandilla · 12.180 espectadors · Carlos del Cerro Grande · |  |

| 26 de setembre de 2021 | FC Barcelona                                | 3–0     | Llevant | Barcelona                                                       |  |
| 16:15 CEST Jornada 7   | Depay 6' (p.) · L. de Jong 14' · Fati 90+1' | Informe |         | Camp Nou · 35.334 espectadors · Isidro Díaz De Mera Escuderos · |  |

| 2 d'octubre de 2021  | Atlètic Madrid         | 2–0     | FC Barcelona | Madrid                                                        |  |
| 21:00 CEST Jornada 8 | Lemar 23' · Suárez 44' | Informe |              | Wanda Metropolitano · 60.594 espectadors · César Soto Grado · |  |

| 17 d'octubre de 2021 | FC Barcelona                             | 3–1     | València CF | Barcelona                                           |  |
| 21:00 CEST Jornada 9 | Fati 13' · Depay 41' (p.) · Coutinho 85' | Informe | 5' Gayà     | Camp Nou · 47.317 espectadors · Jesús Gil Manzano · |  |

| 24 d'octubre de 2021  | FC Barcelona | 1–2     | Reial Madrid              | Barcelona                                                     |  |
| 16:15 CEST Jornada 10 | Agüero 90+7' | Informe | 32' Alaba · 90+4' Vázquez | Camp Nou · 86.422 espectadors · José María Sánchez Martínez · |  |

| 27 d'octubre de 2021  | Rayo Vallecano | 1–0     | FC Barcelona | Madrid                                                                 |  |
| 19:00 CEST Jornada 11 | Falcao 30'     | Informe |              | Camp de Futbol de Vallecas · 9.340 espectadors · Antoino Mateu Lahoz · |  |

| 30 d'octubre de 2021  | FC Barcelona | 1–1     | Deportivo Alavés | Barcelona                                                |  |
| 21:00 CEST Jornada 12 | Depay 49'    | Informe | 52' Rioja        | Camp Nou · 37.278 espectadors · Jorge Figueroa Vázquez · |  |

| 6 de novembre de 2021 | Celta de Vigo Fitxer:Celta de Vigo2.png | 3–3     | FC Barcelona                       | Vigo                                                 |  |
| 16:15 CET Jornada 13  | Aspas 52', 90+6' · Nolito 74'           | Informe | 5' Fati · 18' Busquets · 34' Depay | Estadi de Balaídos · Alejandro Hernández Hernández · |  |

| 20 de novembre de 2021 | FC Barcelona   | 1–0     | Espanyol | Barcelona                                                 |  |
| 21:00 CET Jornada 14   | Depay 48' (p.) | Informe |          | Camp Nou · 74.418 espectadors · Carlos del Cerro Grande · |  |

| 28 de novembre de 2021 | Vila-real CF  | 1–3     | FC Barcelona                                  | Vila-real                                                       |  |
| 21:00 CET Jornada 15   | Chukwueze 76' | Informe | 50' de Jong · 88' Depay · 90+4' (p.) Coutinho | Estadi de la Ceràmica · 19.050 espectadors · César Soto Grado · |  |

| 4 de desembre de 2021 | FC Barcelona | 0–1     | Reial Betis | Barcelona                                                |  |
| 16:15 CET Jornada 16  |              | Informe | 79' Juanmi  | Camp Nou · 66.529 espectadors · Pablo González Fuertes · |  |

| 12 de desembre de 2021 | Osasuna                   | 2–2     | FC Barcelona                  | Pamplona                                                       |  |
| 16:15 CET Jornada 17   | D. García 14' · Ávila 86' | Informe | 12' González · 49' Ezzalzouli | Estadi El Sadar · 21.427 espectadors · Juan Martínez Munuera · |  |

| 18 de desembre de 2021 | FC Barcelona                         | 3–2     | Elx CF                  | Barcelona                                               |  |
| 18:30 CET Jornada 18   | Jutglà 16' · Gavi 19' · González 85' | Informe | 62' Morente · 63' Milla | Camp Nou · 41.664 espectadors · Javier Alberola Rojas · |  |

| 2 de gener de 2022   | RCD Mallorca | 0–1     | FC Barcelona   | Palma                                                           |  |
| 21:00 CET Jornada 19 |              | Informe | 44' L. De Jong | Estadi de Son Moix · 14.654 espectadors · Antonio Mateu Lahoz · |  |

#### Partits Tornada
| 8 de gener de 2022   | Granada     | 1–1     | FC Barcelona   | Granada                                                                   |  |
| 18:30 CET Jornada 20 | Puertas 89' | Informe | 57' L. de Jong | Estadi Nuevo Los Cármenes · 14.442 espectadors · Pablo González Fuertes · |  |

| 24 d'abril de 2022            | FC Barcelona | 0–1     | Rayo Vallecano | Barcelona                                                       |  |
| 21:00 CEST (UTC+2) Jornada 21 |              | Informe | 7' García      | Camp Nou · 57.023 espectadors · Isidro Díaz de Mera Escuderos · |  |

| 23 de gener de 2022  | Deportivo Alavés | 0–1     | FC Barcelona | Vitòria                                                                 |  |
| 21:00 CET Jornada 22 |                  | Informe | 87' de Jong  | Estadi de Mendizorrotza · 14.056 espectadors · Jorge Figueroa Vázquez · |  |

| 6 de febrer de 2022  | FC Barcelona                                 | 4–2     | Atlètic Madrid           | Barcelona                                           |  |
| 17:00 CET Jornada 23 | Alba 10' · Gavi 21' · Araújo 43' · Alves 49' | Informe | 8' Carrasco · 58' Suárez | Camp Nou · 74.221 espectadors · Jesús Gil Manzano · |  |

| 13 de febrer de 2022 | Espanyol                  | 2–2     | FC Barcelona                | Cornellà de Llobregat                                               |  |
| 21:00 CET Jornada 24 | Darder 40' · De Tomás 67' | Informe | 2' Pedri · 90+6' L. de Jong | RCDE Stadium · 25.049 espectadors · Alejandro Hernández Hernández · |  |

| 20 de febrer de 2022 | València CF | 1–4     | FC Barcelona                           | València                                                            |  |
| 16:15 CET Jornada 25 | Soler 52'   | Informe | 23', 38', 63' Aubameyang · 32' de Jong | Estadi de Mestalla · 38.315 espectadors · Carlos del Cerro Grande · |  |

| 27 de febrer de 2022 | FC Barcelona                                                | 4–0     | Athletic Club | Barcelona                                                    |  |
| 21:00 CET Jornada 26 | Aubameyang 37' · Dembélé 73' · L. de Jong 90' · Depay 90+4' | Informe |               | Camp Nou · 69.770 espectadors · Guillermo Cuadra Fernández · |  |

| 6 de març de 2022    | Elx CF    | 1–2     | FC Barcelona                | Elx                                                                |  |
| 16:15 CET Jornada 27 | Fidel 44' | Informe | 60' Torres · 84' (p.) Depay | Estadi Martínez Valero · 30.146 espectadors · Mario Melero López · |  |

| 13 de març de 2022   | FC Barcelona                                     | 4–0     | Osasuna | Barcelona                                                      |  |
| 21:00 CET Jornada 28 | Torres 14' (p.), 21' · Aubameyang 27' · Puig 75' | Informe |         | Camp Nou · 54.507 espectadors · Ricardo de Burgos Bengoetxea · |  |

| 20 de març de 2022   | Reial Madrid | 0–4     | FC Barcelona                                  | Madrid                                                                  |  |
| 21:00 CET Jornada 29 |              | Informe | 29', 53' Aubameyang · 38' Araújo · 47' Torres | Estadi Santiago Bernabéu · 60.017 espectadors · Juan Martínez Munuera · |  |

| 3 d'abril de 2022     | FC Barcelona | 1–0     | Sevilla | Barcelona                                                     |  |
| 21:00 CEST Jornada 30 | Pedri 72'    | Informe |         | Camp Nou · 76.112 espectadors · José María Sánchez Martínez · |  |

| 10 d'abril de 2022    | Llevant                            | 2–3     | FC Barcelona                                  | València                                                              |  |
| 21:00 CEST Jornada 31 | Morales 52' (p.) · Melero 83' (p.) | Informe | 59' Aubameyang · 63' Pedri · 90+2' L. de Jong | Ciutat de València · 20.785 espectadors · José Luis Munuera Montero · |  |

| 18 d'abril de 2022    | FC Barcelona | 0–1     | Cadis CF  | Barcelona                                              |  |
| 21:00 CEST Jornada 32 |              | Informe | Pérez 48' | Camp Nou · 57.495 espectadors · Santiago Jaime Latre · |  |

| 21 d'abril de 2022    | Reial Societat | 0–1     | FC Barcelona   | Donosti                                                 |  |
| 21:30 CEST Jornada 33 |                | Informe | Aubameyang 11' | Anoeta · 35.128 espectadors · Carlos del Cerro Grande · |  |

| 1 de maig de 2022     | FC Barcelona             | 2–1     | RCD Mallorca | Barcelona                                                |  |
| 21:00 CEST Jornada 34 | Depay 25' · Busquets 54' | Informe |              | Camp Nou · 62.789 espectadors · Pablo González Fuertes · |  |

| 7 de maig de 2022     | Reial Betis | 1–2     | FC Barcelona          | Sevilla                                                        |  |
| 21:00 CEST Jornada 35 | Bartra 79'  | Informe | Fati 76' · Alba 90+4' | Benito Villamarín · 46.132 espectadors · Antonio Mateu Lahoz · |  |

| 10 de maig de 2022    | FC Barcelona                    | 3–1     | Fitxer:Celta de Vigo2.png Celta de Vigo | Barcelona                                                  |  |
| 21:30 CEST Jornada 36 | Depay 30' · Aubameyang 41', 48' | Informe | Aspas 50'                               | Camp Nou · 55.899 espectadors · Miguel Ángel Ortiz Arias · |  |

| 15 de maig de 2022    | Getafe CF | 0–0     | FC Barcelona | Getafe                                                            |  |
| 19:30 CEST Jornada 37 |           | Informe |              | Coliseum Alfonso Pérez · 13.072 espectadors · Jesús Gil Manzano · |  |

| 22 de maig de 2022    | FC Barcelona | 0–2     | Vila-real CF            | Barcelona                                                   |  |
| 22:00 CEST Jornada 38 |              | Informe | Pedraza 41' · Gómez 55' | Camp Nou · 54.850 espectadors · José Luis Munuera Montero · |  |

### Copa del Rei
| 5 de gener de 2022    | CD Linares | 1–2     | FC Barcelona             | Linares                                             |  |
| 19:30 CET Ronda de 32 | Díaz 19'   | Informe | 63' Dembélé · 69' Jutglà | Estadio de Linarejos · Guillermo Cuadra Fernández · |  |

| 20 de gener de 2022  | Athletic Club                          | 3–2 | FC Barcelona             | Bilbao                           |  |
| CET Vuitens de final | Muniain 2', 105+1' (p.) · Martínez 86' |     | 20' Torres · 90+3' Pedri | San Mamés · Mario Melero López · |  |

### Lliga de Campions

#### Fase de Grups: E
| Equip              | Pts | PJ | PG | PE | PP | GF | GC | DG  |
| ------------------ | --- | -- | -- | -- | -- | -- | -- | --- |
| FC Bayern de Múnic | 18  | 6  | 6  | 0  | 0  | 22 | 3  | +19 |
| Benfica            | 8   | 6  | 2  | 2  | 2  | 7  | 9  | -2  |
| FC Barcelona       | 7   | 6  | 2  | 1  | 3  | 2  | 9  | -7  |
| Dinamo Kíev        | 1   | 6  | 0  | 1  | 5  | 1  | 11 | -10 |

| 14 de setembre de 2021 | FC Barcelona | 0–3     | FC Bayern de Múnic                | Barcelona                                        |  |
| 21:00 CEST Jornada 1   |              | Informe | 33' Müller · 56', 85' Lewandowski | Camp Nou · 39.737 espectadors · Michael Oliver · |  |

| 29 de setembre de 2021 | Benfica                        | 3–0     | FC Barcelona | Lisboa                                                 |  |
| 21:00 CEST Jornada 2   | Núñez 3', 79' (p.) · Silva 68' | Informe |              | Estádio da Luz · 29.454 espectadors · Daniele Orsato · |  |

| 20 d'octubre de 2021 | FC Barcelona | 1–0     | Dinamo Kíev | Barcelona                                        |  |
| 18:45 CEST Jornada 3 | Piqué 35'    | Informe |             | Camp Nou · 45.968 espectadors · Clément Turpin · |  |

| 2 de novembre de 2021 | Dinamo Kíev | 0–1     | FC Barcelona | Barcelona                                        |  |
| 21:00 CET Jornada 4   |             | Informe | 70' Fati     | Camp Nou · 31.378 espectadors · Ovidiu Hațegan · |  |

| 23 de novembre de 2021 | FC Barcelona | 0–0     | Benfica | Barcelona                                           |  |
| 21:00 CET Jornada 5    |              | Informe |         | Camp Nou · 49.572 espectadors · Serguei Karassiov · |  |

| 8 de desembre de 2021 | FC Bayern de Múnic                  | 3–0     | FC Barcelona | Múnic                            |  |
| 21:00 CET Jornada 6   | Müller 34' · Sané 43' · Musiala 62' | Informe |              | Allianz Arena · Ovidiu Hațegan · |  |

### Lliga Europa

#### Primera ronda
| 17 de febrer de 2022       | FC Barcelona    | 1–1 | Nàpols        | Barcelona                  |  |
| 18:45 CET Playoffs - anada | Torres 59' (p.) |     | 29' Zieliński | Camp Nou · István Kovács · |  |

| 24 de febrer de 2022         | Nàpols                          | 2–4 (Total: 3–5) | FC Barcelona                                       | Napoli                                 |  |
| 21:00 CET Playoffs - tornada | Insigne 23' (p.) · Politano 87' |                  | 8' Alba · 13' de Jong · 45' Piqué · 59' Aubameyang | Estadi San Paolo · Serguei Karassiov · |  |

#### Vuitens de final
| 10 de març de 2022        | FC Barcelona | 0–0     | Galatasaray SK | Barcelona                                        |  |
| 21:00 CET Vuitens - anada |              | Informe |                | Camp Nou · 61.740 espectadors · Benoît Bastien · |  |

| 17 de març de 2022          | Galatasaray SK | 1–2 (Total: 1–2) | FC Barcelona               | Istanbul                                                            |  |
| 18:45 CET Vuitens - tornada | Marcão 28'     | Informe          | Pedri 37' · Aubameyang 49' | Ali Sami Yen Spor Kompleksi · 50.110 espectadors · Daniele Orsato · |  |

#### Quarts de final
| 7 d'abril de 2022         | Eintracht Frankfurt | 1–1     | FC Barcelona | Frankfurt del Main                                   |  |
| 21:00 CEST Quarts - anada | Knauff 48'          | Informe | Torres 61'   | Waldstadion · 48.000 espectadors · Srđan Jovanović · |  |

| 7 d'abril de 2022           | FC Barcelona                       | 2–3 (Total: 3–4) | Eintracht Frankfurt             | Barcelona                                           |  |
| 21:00 CEST Quarts - tornada | Busquets 90+1' · Depay 90+11' (p.) | Informe          | Kostić 4' (p.), 67' · Borré 36' | Camp Nou · 79.468 espectadors · Artur Soares Dias · |  |

### Supercopa d'Espanya
| 12 de gener de 2022 | FC Barcelona             | 2–3     | Reial Madrid                                  | Jiddah                                                                       |  |
| 20:00 Semifinals    | L.de Jong 41' · Fati 83' | Informe | 25' Vinícius Jr. · 72' Benzema · 98' Valverde | King Abdullah Sports City · 35.000 espectadors · José Luis Munuera Montero · |  |

## Estadístiques
Última actualització: 8 de desembre de 2021

### Estadístiques de l'equip
| Competició          | Primer partit    | Últim partit        | resultat                | Registre | Registre | Registre | Registre | Registre | Registre | Registre | Registre |
| Competició          | Primer partit    | Últim partit        | resultat                | Pts      | Pj       | PG       | PE       | PP       | GF       | GC       | DG       |
| ------------------- | ---------------- | ------------------- | ----------------------- | -------- | -------- | -------- | -------- | -------- | -------- | -------- | -------- |
| Lliga               | 15 agost 2021    | maig 2022           | 2n (en progrés)         | 66       | 34       | 19       | 9        | 6        | 63       | 34       | +29      |
| Copa                | 5 gener 2022     | 20 de gener de 2022 | Vuitens de final        | -        | 1        | 1        | 0        | 0        | 4        | 4        | 0        |
| Supercopa d'Espanya | 12 gener 2021    | 12 de gener de 2022 | Semifinals (en progrés) | -        | 1        | 0        | 0        | 1        | 2        | 3        | -1       |
| Lliga de Campions   | 14 setembre 2021 | 8 desembre 2021     | Fase de Grups           | 7        | 6        | 2        | 1        | 3        | 2        | 9        | -7       |
| Total               | Total            | Total               | Total                   | -        | 42       | 22       | 10       | 10       | 71       | 50       | +21      |

Note: 
Pts = punts
 Pj = Partits Jugats
PG = Partits Guanyats
 PE = Partits Empatats
 PP = Partits Perduts
 GF = Gols a favor
 GC = Gols en contra
 DG = Diferència de gols

### Rendiment a la lliga
| Jornada  | 1 | 2 | 3 | 4 | 5 | 6 | 7 | 8 | 9 | 10 | 11 | 12 | 13 | 14 | 15 | 16 | 17 | 18 | 19 | 20 | 21 | 22 | 23 | 24 | 25 | 26 | 27 | 28 | 29 | 30 | 31 | 32 | 33 | 34 | 35 | 36 | 37 | 38 |
| -------- | - | - | - | - | - | - | - | - | - | -- | -- | -- | -- | -- | -- | -- | -- | -- | -- | -- | -- | -- | -- | -- | -- | -- | -- | -- | -- | -- | -- | -- | -- | -- | -- | -- | -- | -- |
| Terra    | C | T | C | T | C | T | C | T | C | C  | T  | C  | T  | C  | T  | C  | T  | C  | T  |    |    |    |    |    |    |    |    |    |    |    |    |    |    |    |    |    |    |    |
| Resultat | V | E | V | E | E | E | V | D | V | D  | D  | E  | E  | V  | V  | D  | E  | V  | V  |    |    |    |    |    |    |    |    |    |    |    |    |    |    |    |    |    |    |    |
| Posició  | 3 | 4 | 4 | 7 | 7 | 7 | 6 | 9 | 7 | 9  | 9  | 9  | 9  | 7  | 7  | 7  | 8  | 8  | 5  |    |    |    |    |    |    |    |    |    |    |    |    |    |    |    |    |    |    |    |

Llegenda:

Lloc: C = Casa; T = Transferència.
Resultat: V = Victòria; E = empat; D = Derrota.

### Estadístiques dels jugadors
Última actualització: 22 de maig de 2022
| N. | Pos.    | Nac. | Jugador                   | Total   | Total   | Lliga   | Lliga   | Copa del Rei | Copa del Rei | Supercopa d'Espanya | Supercopa d'Espanya | Lliga de Campions | Lliga de Campions | Lliga Europa de la UEFA | Lliga Europa de la UEFA |
| N. | Pos.    | Nac. | Jugador                   | PJ      | Gols    | PJ      | Gols    | PJ           | Gols         | PJ                  | Gols                | PJ                | Gols              | PJ                      | Gols                    |
| Porters | Porters | Porters | Porters                   | Porters | Porters | Porters | Porters | Porters      | Porters      | Porters             | Porters             | Porters           | Porters           | Porters                 | Porters                 |
| --- | ------- | --- | ------------------------- | ------- | ------- | ------- | ------- | ------------ | ------------ | ------------------- | ------------------- | ----------------- | ----------------- | ----------------------- | ----------------------- |
| 1 | POR     | [[Fitxer:Flag of Germany.svg\|23x15px\|border \|alt=Alemanya\|link=Selecció de futbol d'Alemanya\|{{#if:\|]]                                         | Marc-André ter Stegen     | 49      | 0       | 35      | 0       | 1            | 0            | 1                   | 0                   | 6                 | 0                 | 6                       | 0                       |
| 13 | POR     | [[Fitxer:Flag of Brazil.svg\|23x15px\|border \|alt=Brasil\|link=Selecció de futbol del Brasil\|{{#if:\|]]                                            | Neto                      | 4       | 0       | 3       | 0       | 1            | 0            | 0                   | 0                   | 0                 | 0                 | 0                       | 0                       |
| Defenses |         | |                           |         |         |         |         |              |              |                     |                     |                   |                   |                         |                         |
| 2 | DEF     | [[Fitxer:Flag of the United States.svg\|23x15px\|border \|alt=Estats Units d'Amèrica\|link=Selecció de futbol dels Estats Units\|{{#if:\|]]          | Sergiño Dest              | 31      | 0       | 17+4    | 0       | 0+1          | 0            | 0                   | 0                   | 3+1               | 0                 | 3+2                     | 0                       |
| 3 | DEF     | [[Fitxer:Flag of Catalonia.svg\|23x15px\|border \|alt=Catalunya\|link=Selecció de futbol de Catalunya\|{{#if:\|]]                                    | Gerard Piqué              | 40      | 3       | 25+2    | 1       | 2            | 0            | 1                   | 0                   | 5                 | 1                 | 4+1                     | 1                       |
| 4 | DEF     | [[Fitxer:Flag of Uruguay.svg\|23x15px\|border \|alt=Uruguai\|link=Selecció de futbol de l'Uruguai\|{{#if:\|]]                                        | Ronald Araújo             | 43      | 4       | 25+5    | 4       | 2            | 0            | 1                   | 0                   | 4+1               | 0                 | 4+1                     | 0                       |
| 8 | DEF     | [[Fitxer:Flag of Brazil.svg\|23x15px\|border \|alt=Brasil\|link=Selecció de futbol del Brasil\|{{#if:\|]]                                            | Dani Alves                | 17      | 1       | 13+1    | 1       | 2            | 0            | 1                   | 0                   | 0                 | 0                 | 0                       | 0                       |
| 15 | DEF     | [[Fitxer:Flag of France (1794–1815, 1830–1974).svg\|23x15px\|border \|alt=França\|link=Selecció de futbol de França\|{{#if:\|]]                      | Clément Lenglet           | 27      | 0       | 7+14    | 0       | 0            | 0            | 0                   | 0                   | 4                 | 0                 | 0+2                     | 0                       |
| 18 | DEF     | [[Fitxer:Flag of Catalonia.svg\|23x15px\|border \|alt=Catalunya\|link=Selecció de futbol de Catalunya\|{{#if:\|]]                                    | Jordi Alba                | 44      | 3       | 30      | 2       | 2            | 0            | 1                   | 0                   | 5                 | 0                 | 6                       | 1                       |
| 22 | DEF     | [[Fitxer:Flag of Catalonia.svg\|23x15px\|border \|alt=Catalunya\|link=Selecció de futbol de Catalunya\|{{#if:\|]]                                    | Óscar Mingueza            | 27      | 0       | 9+10    | 0       | 1            | 0            | 0                   | 0                   | 2+3               | 0                 | 2                       | 0                       |
| 23 | DEF     | [[Fitxer:Flag of France (1794–1815, 1830–1974).svg\|23x15px\|border \|alt=França\|link=Selecció de futbol de França\|{{#if:\|]]                      | Samuel Umtiti             | 1       | 0       | 1       | 0       | 0            | 0            | 0                   | 0                   | 0                 | 0                 | 0                       | 0                       |
| 24 | DEF     | [[Fitxer:Flag of Catalonia.svg\|23x15px\|border \|alt=Catalunya\|link=Selecció de futbol de Catalunya\|{{#if:\|]]                                    | Eric García               | 36      | 0       | 23+3    | 0       | 1            | 0            | 0                   | 0                   | 3+1               | 0                 | 5                       | 0                       |
| 31 | DEF     | [[Fitxer:Flag of Catalonia.svg\|23x15px\|border \|alt=Catalunya\|link=Selecció de futbol de Catalunya\|{{#if:\|]]                                    | Alejandro Balde           | 7       | 0       | 2+3     | 0       | 0            | 0            | 0                   | 0                   | 0+2               | 0                 | 0                       | 0                       |
| 41 | DEF     | [[Fitxer:Flag of Catalonia.svg\|23x15px\|border \|alt=Catalunya\|link=Selecció de futbol de Catalunya\|{{#if:\|]]                                    | Mika Màrmol               | 1       | 0       | 0+1     | 0       | 0            | 0            | 0                   | 0                   | 0                 | 0                 | 0                       | 0                       |
| Migcampistes |         | |                           |         |         |         |         |              |              |                     |                     |                   |                   |                         |                         |
| 5 | MIG     | [[Fitxer:Flag of Catalonia.svg\|23x15px\|border \|alt=Catalunya\|link=Selecció de futbol de Catalunya\|{{#if:\|]]                                    | Sergio Busquets           | 51      | 3       | 36      | 2       | 2            | 0            | 1                   | 0                   | 6                 | 0                 | 4+2                     | 1                       |
| 6 | MIG     | [[Fitxer:Flag of Catalonia.svg\|23x15px\|border \|alt=Catalunya\|link=Selecció de futbol de Catalunya\|{{#if:\|]]                                    | Riqui Puig                | 18      | 1       | 2+13    | 1       | 1            | 0            | 0                   | 0                   | 0+1               | 0                 | 0+1                     | 0                       |
| 14 | MIG     | [[Fitxer:Flag of Spain.svg\|23x15px\|border \|alt=Espanya\|link=Selecció de futbol d'Espanya\|{{#if:\|]]                                             | Nico González             | 37      | 2       | 12+15   | 2       | 2            | 0            | 0+1                 | 0                   | 2+2               | 0                 | 2+1                     | 0                       |
| 16 | MIG     | [[Fitxer:Flag of Spain.svg\|23x15px\|border \|alt=Espanya\|link=Selecció de futbol d'Espanya\|{{#if:\|]]                                             | Pedri                     | 22      | 5       | 10+2    | 3       | 0+1          | 1            | 0+1                 | 0                   | 2                 | 0                 | 6                       | 1                       |
| 20 | MIG     | [[Fitxer:Flag of Catalonia.svg\|23x15px\|border \|alt=Catalunya\|link=Selecció de futbol de Catalunya\|{{#if:\|]]                                    | Sergi Roberto             | 12      | 2       | 4+5     | 2       | 0            | 0            | 0                   | 0                   | 2+1               | 0                 | 0                       | 0                       |
| 21 | MIG     | [[Fitxer:Flag of the Netherlands.svg\|23x15px\|border \|alt=Països Baixos\|link=Selecció de futbol dels Països Baixos\|{{#if:\|]]                    | Frenkie de Jong           | 47      | 4       | 30+2    | 3       | 0+2          | 0            | 1                   | 0                   | 6                 | 0                 | 4+2                     | 1                       |
| 30 | MIG     | [[Fitxer:Flag of Spain.svg\|23x15px\|border \|alt=Espanya\|link=Selecció de futbol d'Espanya\|{{#if:\|]]                                             | Gavi                      | 47      | 2       | 28+6    | 2       | 1            | 0            | 1                   | 0                   | 4+2               | 0                 | 2+3                     | 0                       |
| 34 | MIG     | [[Fitxer:Flag of Spain.svg\|23x15px\|border \|alt=Espanya\|link=Selecció de futbol d'Espanya\|{{#if:\|]]                                             | Álvaro Sanz               | 3       | 0       | 0+2     | 0       | 0+1          | 0            | 0                   | 0                   | 0                 | 0                 | 0                       | 0                       |
| Davanters |         | |                           |         |         |         |         |              |              |                     |                     |                   |                   |                         |                         |
| 7 | DAV     | [[Fitxer:Flag of France (1794–1815, 1830–1974).svg\|23x15px\|border \|alt=França\|link=Selecció de futbol de França\|{{#if:\|]]                      | Ousmane Dembélé           | 32      | 2       | 15+6    | 1       | 0+1          | 1            | 1                   | 0                   | 1+2               | 0                 | 1+5                     | 0                       |
| 9 | DAV     | [[Fitxer:Flag of the Netherlands.svg\|23x15px\|border \|alt=Països Baixos\|link=Selecció de futbol dels Països Baixos\|{{#if:\|]]                    | Memphis Depay             | 38      | 13      | 20+8    | 12      | 0            | 0            | 0+1                 | 0                   | 6                 | 0                 | 1+2                     | 1                       |
| 10 | DAV     | [[Fitxer:Flag of Spain.svg\|23x15px\|border \|alt=Espanya\|link=Selecció de futbol d'Espanya\|{{#if:\|]]                                             | Ansu Fati                 | 15      | 6       | 3+7     | 4       | 0+1          | 0            | 0+1                 | 1                   | 1+2               | 1                 | 0                       | 0                       |
| 11 | DAV     | [[Fitxer:Flag of Catalonia.svg\|23x15px\|border \|alt=Catalunya\|link=Selecció de futbol de Catalunya\|{{#if:\|]]                                    | Adama Traoré              | 17      | 0       | 4+7     | 0       | 0            | 0            | 0                   | 0                   | 0                 | 0                 | 5+1                     | 0                       |
| 12 | DAV     | [[Fitxer:Flag of Denmark.svg\|23x15px\|border \|alt=Dinamarca\|link=Selecció de futbol de Dinamarca\|{{#if:\|]]                                      | Martin Braithwaite        | 5       | 2       | 3+1     | 2       | 0+1          | 0            | 0                   | 0                   | 0                 | 0                 | 0                       | 0                       |
| 17 | DAV     | [[Fitxer:Flag of the Netherlands.svg\|23x15px\|border \|alt=Països Baixos\|link=Selecció de futbol dels Països Baixos\|{{#if:\|]]                    | Luuk de Jong              | 29      | 7       | 6+15    | 6       | 0            | 0            | 1                   | 1                   | 3                 | 0                 | 0+4                     | 0                       |
| 19 | DAV     | [[Fitxer:Flag of the Valencian Community (2x3).svg\|23x15px\|border \|alt=País Valencià\|link=Selecció de futbol del País Valencià\|{{#if:\|]]       | Ferran Torres             | 26      | 7       | 17+1    | 4       | 1            | 1            | 1                   | 0                   | 0                 | 0                 | 6                       | 2                       |
| 25 | DAV     | [[Fitxer:Flag of Gabon.svg\|23x15px\|border \|alt=Gabon\|link=Selecció de futbol del Gabon\|{{#if:\|]]                                               | Pierre-Emerick Aubameyang | 23      | 13      | 13+4    | 11      | 0            | 0            | 0                   | 0                   | 0                 | 0                 | 5+1                     | 2                       |
| 29 | DAV     | [[Fitxer:Flag of Catalonia.svg\|23x15px\|border \|alt=Catalunya\|link=Selecció de futbol de Catalunya\|{{#if:\|]]                                    | Ferran Jutglà             | 9       | 2       | 4+2     | 1       | 2            | 1            | 0+1                 | 0                   | 0                 | 0                 | 0                       | 0                       |
| 33 | DAV     | [[Fitxer:Flag of Morocco.svg\|23x15px\|border \|alt=Marroc\|link=Selecció de futbol del Marroc\|{{#if:\|]]                                           | Abde Ezzalzouli           | 12      | 1       | 6+4     | 1       | 1            | 0            | 0+1                 | 0                   | 0                 | 0                 | 0                       | 0                       |
| 37 | DAV     | [[Fitxer:Flag of Catalonia.svg\|23x15px\|border \|alt=Catalunya\|link=Selecció de futbol de Catalunya\|{{#if:\|]]                                    | Ilias Akhomach            | 3       | 0       | 2       | 0       | 1            | 0            | 0                   | 0                   | 0                 | 0                 | 0                       | 0                       |
| 39 | DAV     | [[Fitxer:Flag of Catalonia.svg\|23x15px\|border \|alt=Catalunya\|link=Selecció de futbol de Catalunya\|{{#if:\|]]                                    | Estanis Pedrola           | 1       | 0       | 0+1     | 0       | 0            | 0            | 0                   | 0                   | 0                 | 0                 | 0                       | 0                       |
| Futbolistes que han jugat algun partit o han tingut dorsal aquesta temporada, però que han marxat del club abans d'acabar-la |         | |                           |         |         |         |         |              |              |                     |                     |                   |                   |                         |                         |
| 22 | DEF     | [[Fitxer:Flag of Brazil.svg\|23x15px\|border \|alt=Brasil\|link=Selecció de futbol del Brasil\|{{#if:\|]]                                            | Emerson                   | 3       | 0       | 1+2     | 0       | 0            | 0            | 0                   | 0                   | 0                 | 0                 | 0                       | 0                       |
| 7 | DAV     | [[Fitxer:Flag of France (1794–1815, 1830–1974).svg\|23x15px\|border \|alt=França\|link=Selecció de futbol de França\|{{#if:\|]]                      | Antoine Griezmann         | 3       | 0       | 3       | 0       | 0            | 0            | 0                   | 0                   | 0                 | 0                 | 0                       | 0                       |
| 8 | MIG     | [[Fitxer:Flag of Bosnia and Herzegovina.svg\|23x15px\|border \|alt=Bòsnia i Hercegovina\|link=Selecció de futbol de Bòsnia i Hercegovina\|{{#if:\|]] | Miralem Pjanić            | 0       | 0       | 0       | 0       | 0            | 0            | 0                   | 0                   | 0                 | 0                 | 0                       | 0                       |
| 19 | DAV     | [[Fitxer:Flag of Argentina.svg\|23x15px\|border \|alt=Argentina\|link=Selecció de futbol de l'Argentina\|{{#if:\|]]                                  | Sergio Agüero             | 5       | 1       | 2+2     | 1       | 0            | 0            | 0                   | 0                   | 0+1               | 0                 | 0                       | 0                       |
| 14 | MIG     | [[Fitxer:Flag of Brazil.svg\|23x15px\|border \|alt=Brasil\|link=Selecció de futbol del Brasil\|{{#if:\|]]                                            | Philippe Coutinho         | 16      | 2       | 5+7     | 2       | 0            | 0            | 0                   | 0                   | 0+4               | 0                 | 0                       | 0                       |
| 11 | DAV     | [[Fitxer:Flag of Austria.svg\|23x15px\|border \|alt=Àustria\|link=Selecció de futbol d'Àustria\|{{#if:\|]]                                           | Yusuf Demir               | 9       | 0       | 2+4     | 0       | 0            | 0            | 0                   | 0                   | 1+2               | 0                 | 0                       | 0                       |